# Sixty Group
Sixty Group is een Italiaans kledingbedrijf.

## Geschiedenis
Sixty Group werd in 1989 opgericht door Renato Rossi en Wichy (of Wicky) Hassan (1955-2011), toen de kledinglijn Energie al enkele jaren een succes was. Miss Sixty is een van de andere merken van de groep. De merken beschikken over verkooppunten in tientallen landen, middels een franchiseformule. De thuisbasis van Sixty is Chieti in de regio Abruzzo. Op 19 juni 2006 opende het bedrijf in Riccione aan de Adriatische Zee een hotel, het Sixty Hotel.
In 2012 verkocht Sixty Group alle merken (met uitzondering van Roberta di Camerino) aan de Aziatische investeringsgroep Crescent HydePark, nadat de groep door grote investeringen en de internationale economische crisis in financiële problemen was geraakt. De Italiaanse overheid redde Sixty Group het jaar erop van de ondergang door een overeenkomst met Crescent HydePark te sluiten.

## Merken
- Energie
- Miss Sixty
- Killah
- Sixty
- Murphy&Nye
- Refrigiwear
- Richlu
- JJ Mahoney's
- AYOR